# Hylomyscus mpungamachagorum
Hylomyscus mpungamachagorum (Kerbis Peterhans, Hutterer, & Demos, 2020) è un roditore della famiglia dei Muridi endemico della Tanzania.

## Descrizione

### Dimensioni
Roditore di piccole dimensioni, con la lunghezza della testa e del corpo tra 95 e 99 mm, la lunghezza della coda tra 132 e 147 mm, la lunghezza del piede tra 20 e 21 mm, la lunghezza delle orecchie di 19 mm e un peso fino a 23 g.

### Aspetto
Le parti dorsali sono marroni chiare con la base dei peli grigia. É presente una macchia bianca ad ogni estremità del labbro superiore. Le orecchie sono nerastre. Le vibrisse sono lunghe e nere. Le zampe sono biancastre. La pianta dei piedi è munita di 6 cuscinetti carnosi. La coda è più lunga della testa e del corpo, è uniformemente scura e ricoperta da circa 15 anelli di scaglie per centimetro. Le femmine hanno un paio di mammelle pettorali e due paia inguinali. Gli incisivi superiori sono ortodonti. Il rostro del cranio è corto.

## Biologia

### Riproduzione
Una femmina catturata ad agosto, allattava.

## Distribuzione e habitat
Questa specie è conosciuta soltanto in una località della Tanzania centro-occidentale.
Vive nelle foreste montane tra i 1.180 e i 2.440 metri di altitudine.

## Conservazione
Questa specie, essendo stata scoperta solo recentemente, non è stata sottoposta ancora a nessun criterio di conservazione.